# I dynastia
I dynastia tynicka – dynastia władców starożytnego Egiptu, panująca w latach:
- 3150–2925 p.n.e. (Grimal)
- 3032–2853 p.n.e. (Kwiatkowski)
- 3050–2890 p.n.e.

I oraz II dynastia, zwane tynickimi, razem tworzą okres wczesnodynastyczny. Stolicą w tym czasie było Tinis.
Poniższą kolejność władców podano za Grimalem.
| Okres wczesnodynastyczny – I dynastia tynicka |                       |                 |                     |                                      |                      |
| Władca                                        | Lata panowania p.n.e. | Horus           | Nomen               | Żony                                 | Miejsce pochówku     |
| Narmer                                        | 3150–3125             | Narmer          | Meni                | ?                                    | Abydos (Umm el-Qaab) |
| Aha                                           | 3125–3100             | Aha             | Teti (Iti)          | Neithotep, Chenedhapi, Berenib, Hent | Abydos (Umm el-Qaab) |
| Dżer                                          | 3100–3055             | Dżer            | Iti                 | Herneit                              | Abydos (Umm el-Qaab) |
| Dżet                                          | 3055–3050             | Dżet Uadżi      | Itiui (Iti)         | Meritneit                            | Abydos (Umm el-Qaab) |
| Den                                           | 3050–2995             | Den             | Semti (Septi)       | Batiiries, Merneit                   | Abydos (Umm el-Qaab) |
| Anedżib                                       | 2995–2950             | Adżib (Anedżib) | Merbapen (Meribiap) | Betrest                              | Abydos (Umm el-Qaab) |
| Semerchet                                     | 2960–....             | Semerchet       | Semsem (Semsu)      | ?                                    | Abydos (Umm el-Qaab) |
| Ka’a                                          | ....–2925             | Ka’a (Kaa, Ka)  | Kebeh (Kebehu)      | ?                                    | Abydos (Umm el-Qaab) |